# Show Folks
Show Folks è un film del 1928 diretto da Paul L. Stein. Girato muto, venne sonorizzato dalla Pathé con l'aggiunta di scene parlate usando il sistema RCA Photophone, musica sincronizzata ed effetti sonori.

## Trama
Eddie Kehoe e Rita Carey formano una coppia di ballerini di successo. I due si innamorano, ma la loro relazione entra in crisi quando Eddie vede la partner in compagnia di Owens, impresario di una rivista musicale. Geloso, fa una scenata provocando la reazione di Rita che lo lascia per andare a lavorare nello spettacolo di Owens. Eddie si trova una nuova partner, Cleo, una ragazza arrivista a caccia di un uomo con i soldi. La sera del loro debutto, Cleo pianta in asso il compagno. Dietro alle quinte, Rita, venuta per augurare in bocca al lupo a Eddie, assiste alla scena: prende allora il posto di Cleo, ballando di nuovo in coppia con il vecchio partner. La loro esibizione assicura il successo dello show.

## Produzione
Il film fu prodotto dalla Pathé Exchange.

## Distribuzione
Il copyright del film, richiesto dalla Pathé Exchange, Inc., fu registrato il 16 ottobre 1928 con il numero LP25726.
Distribuito dalla Pathé Exchange, il film uscì nelle sale cinematografiche USA il 21 ottobre 1928. A Madrid, il film venne presentato il 5 febbraio 1931 con il titolo Bataclán.